# Птеригий

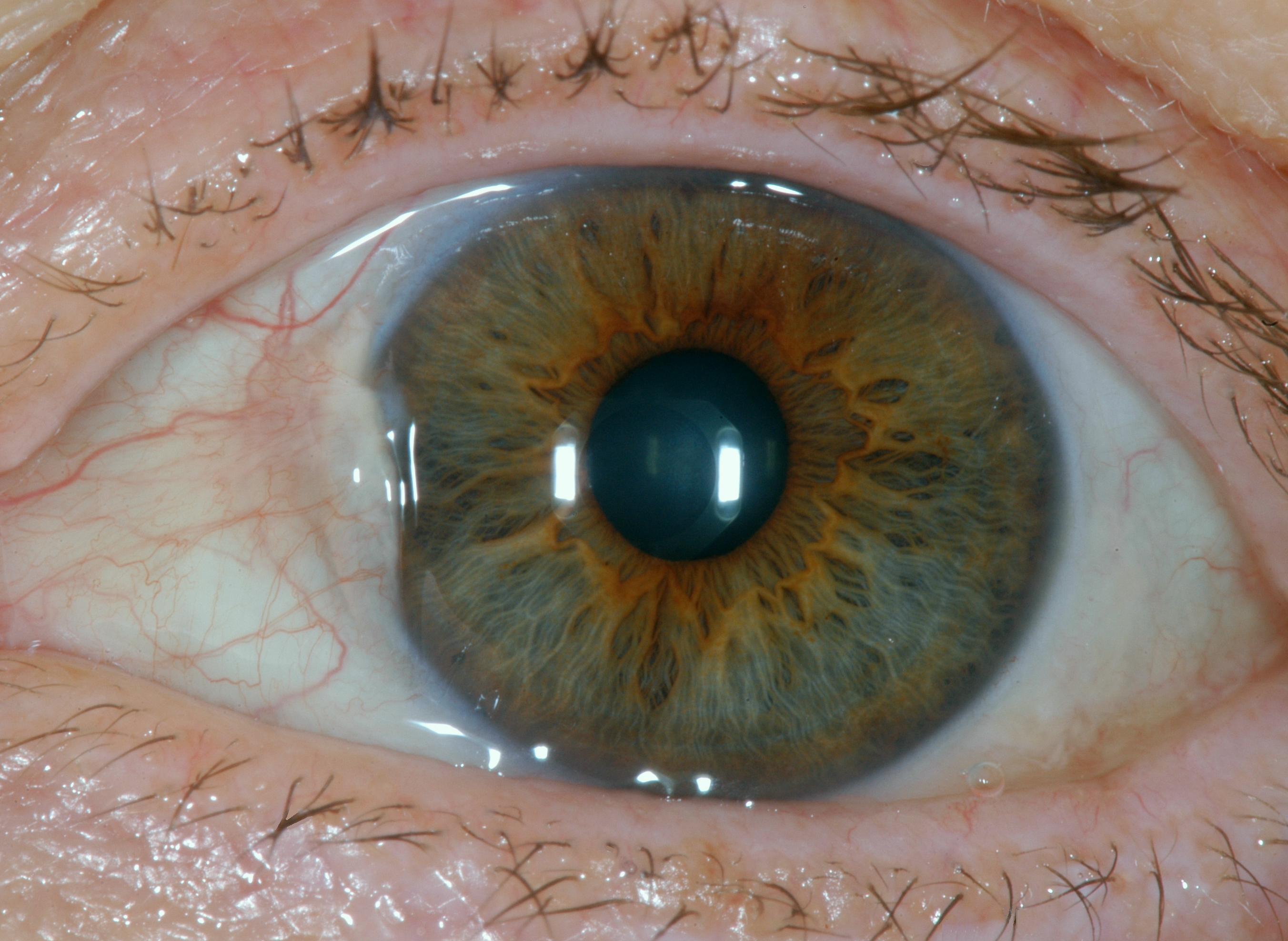
Маленький птеригий

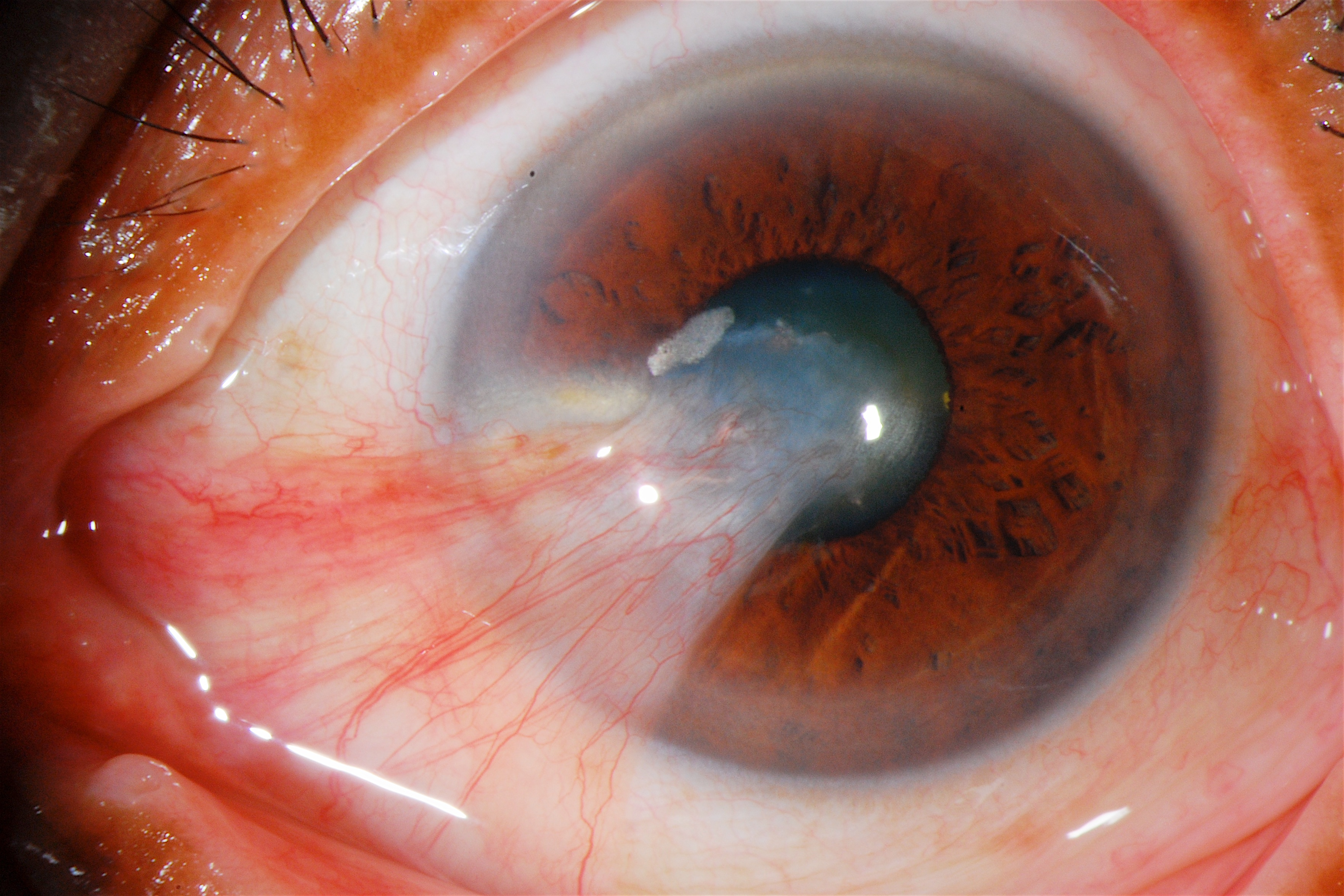
Большой первичный птеригий, поражающий зрачок (ось зрения)

Птери́гиум (крыловидная плева; от др.-греч. πτερύγιον (pterygion) — крылышко; πτερόν (pteron) — крыло) — глазная патология, представляющая собой поверхностное зарастание роговицы тканью конъюнктивы с образованием треугольной складки. Обычно нарост начинается со стороны носа. Птеригиум чаще встречается в южных областях с сухим, пыльным климатом. В качестве предупреждающей меры рекомендуется ношение защитных очков. Терапия — искусственная слеза, другие увлажняющие капли, иногда — кортикостероиды. При усилении симптомов, затруднении зрения или в косметических целях — хирургическая операция под местным обезболиванием.

## Эпидемиология
Отмечается устойчивая ассоциация распространённости с географической широтой: например, в США распространённость выше 40 параллели не превышает 2 %, а между 28 и 36 параллелью достигает значений 5 %-15 %.